# Tadeusz Śliwak

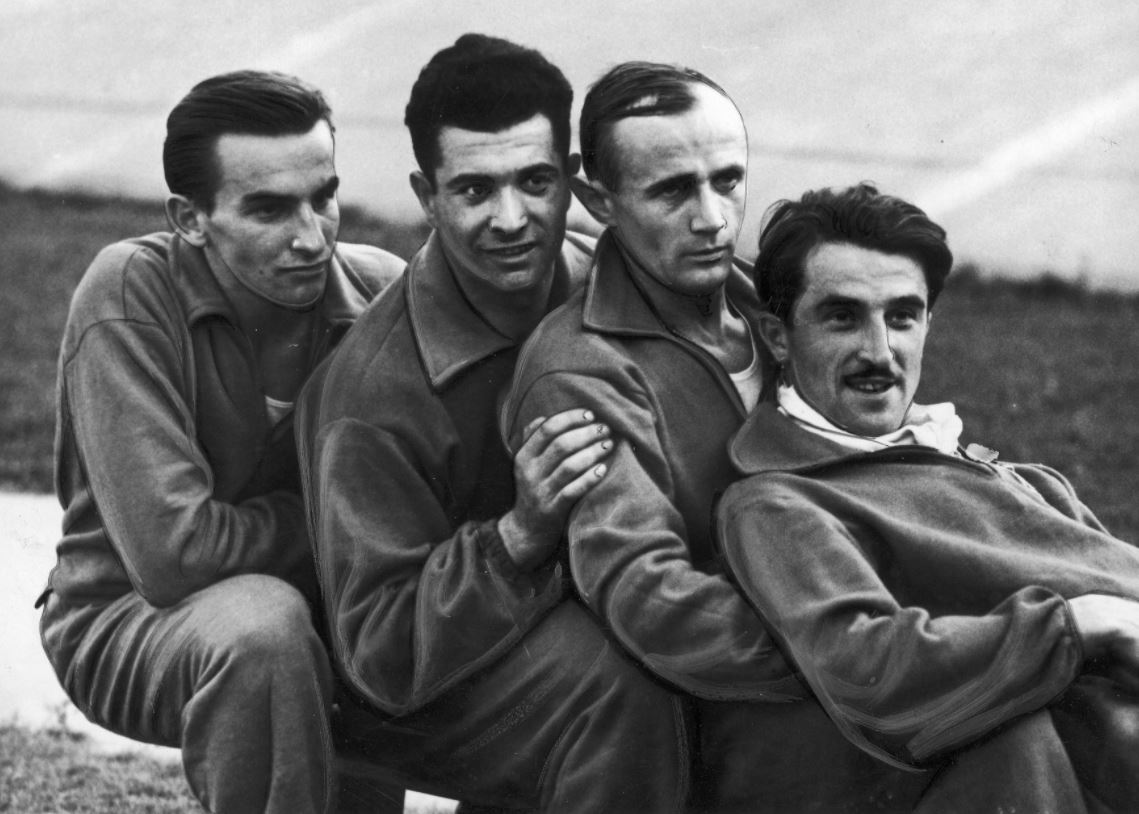
Polscy lekkoatleci w 1936 roku (od lewej): Edward Trojanowski, Bernard Zasłona, Tadeusz Śliwak i Kazimierz Kucharski

Tadeusz Śliwak (ur. 20 listopada 1908 w Buczaczu, zm. 26 lutego 1991 w Winnipeg) – polski lekkoatleta, olimpijczyk z Berlina 1936, tłumacz. Czołowy sprinter lat 30. XX wieku. Reprezentował lwowski Sokół Macierzy (1929–1935) i stołeczne kluby Legia i Syrena, porucznik radioobserwator Polskich Sił Powietrznych .

## Życiorys
W 1921 ukończył IIb klasę w I Państwowym Gimnazjum w Stryju, w 1929 został absolwentem gimnazjum w Stryju.
Specjalizował się w biegu na 400 m. 8 razy był wicemistrzem Polski w biegu (100 m, 200 m, 400 m, 4 × 100 m, 4 × 400 m i trójskok), raz brązowym medalistą mistrzostw kraju (w trójskoku). Był również pięciokrotnym rekordzistą Polski.
Na igrzyskach olimpijskich w 1936 roku startował w sztafecie 4 × 400 metrów, odpadając w eliminacjach.
W czasie II wojny światowej walczył w składzie 307 dywizjonu myśliwskiego nocnego „Lwowskich Puchaczy”, jako oficer radioobserwator . Miał numer służbowy RAF P-1819. Po zakończeniu wojny wyemigrował początkowo do Argentyny, następnie do Kanady, gdzie pracował jako tłumacz języka hiszpańskiego.

## Ordery i odznaczenia
- Krzyż Walecznych[2]
- Medal Lotniczy (trzykrotnie)[2]

## Rekordy życiowe
- 100 m – 10,8 s uzyskany 17 maja 1936 we Lwowie
- 200 m – 22,0 s uzyskany 14 czerwca 1936 we Lwowie
- 400 m – 49,6 s uzyskany 19 września 1936 w Warszawie
- trójskok – 13,69 m uzyskany 7 lipca 1935 w Białymstoku